# Nhà thờ Hồi giáo Süleymaniye
Nhà thờ Hồi giáo Süleymaniye (tiếng Thổ Nhĩ Kỳ: Süleymaniye Camii, phát âm tiếng Thổ Nhĩ Kỳ: [sylejˈmaːnije]) là một nhà thờ Hồi giáo hoàng gia đế quốc Ottoman nằm trên ngọn đồi thứ ba của Istanbul, Thổ Nhĩ Kỳ. Nhà thờ được ủy quyền xây dựng bởi Suleiman I và được thiết kế bởi kiến trúc sư hoàng gia Mimar Sinan. Một dòng chữ ghi rõ năm khởi công là 1550 và khánh thành là 1557. Được xây dựng cuối thành phố tại nơi cao nhất của Istanbul, nhà thờ được xây dựng nhằm tôn vinh sultan Suleiman. Với sự khéo léo của Mimar Sinan, người được coi là kiến trúc sư Ottoman vĩ đại nhất thời kỳ đó kết hợp với lối kiến trúc tỉ mỉ khiến nó là một trong những nhà thờ Hồi giáo đẹp nhất thế giới và là một điểm thu hút khách du lịch.

## Lịch sử
Nhà thờ được xây dựng theo lệnh của Suleiman I và được thiết kế bởi kiến trúc sư hoàng gia Mimar Sinan. Chữ khắc bằng tiếng Ả Rập phía trên cổng phía bắc của nhà thờ Hồi giáo được khắc theo kịch bản Thuluth trên ba tấm đá cẩm thạch. Nó đưa ra một năm xây dựng là 1550 và khánh thành vào năm 1557. Trong thực tế, quy hoạch của nhà thờ Hồi giáo bắt đầu từ trước năm 1550 và các phần của khu phức hợp không được hoàn thành cho đến sau năm 1557.
Thiết kế của nhà thờ này thể hiện Suleiman như là một "Solomon thứ hai". Nó được ví với Mái vòm Đá được xây dựng trên Đền thờ Solomon ở Jerusalem hay như sự kiêu hãnh của Justinianus I khi hoàn thành Hagia Sophia: "Solomon, ta đã vượt qua ngươi!". Sự tráng lệ của nó tương tự với cấu trúc được xây dựng trước đó, tuy nhiên có kích thước nhỏ hơn so với nguyên mẫu cũ của nó, Hagia Sophia.
Süleymaniye bị hư hại trong trận hỏa hoạn lớn năm 1660 và được phục hồi bởi sultan Mehmed IV. Một phần của mái vòm sụp đổ trong trận động đất năm 1766. Sửa chữa sau đó đã làm hỏng những gì còn sót lại trang trí ban đầu của Sinan (lần dọn dẹp gần đây cho thấy Sinan đã thử nghiệm đầu tiên với màu xanh, trước khi biến màu đỏ thành màu chủ đạo của mái vòm).
Trong Chiến tranh thế giới lần thứ nhất, sân nhà thờ được sử dụng làm kho vũ khí, và khi một số đạn dược được kích nổ, nhà thờ Hồi giáo phải gánh chịu một trận hỏa hoạn khác. Trong Chiến tranh thế giới lần thứ hai, một vũ khí bốc cháy trong nhà kho nhà thờ khiến nhà thờ lại bị cháy. Lần này nhà thờ Hồi giáo bị thiêu rụi và đồ trang trí của Mimar Sinan gần như biến mất. Mãi đến năm 1956, nó mới được khôi phục hoàn toàn. Việc xây dựng Cầu tàu điện ngầm Golden Horn vào năm 2013 đã làm thay đổi cảnh của nhà thờ Hồi giáo từ phía bắc. Nhà thờ là một phần của Khu vực lịch sử của Istanbul được UNESCO công nhận là Di sản thế giới từ năm 1985.

## Kiến trúc

### Ngoại thất

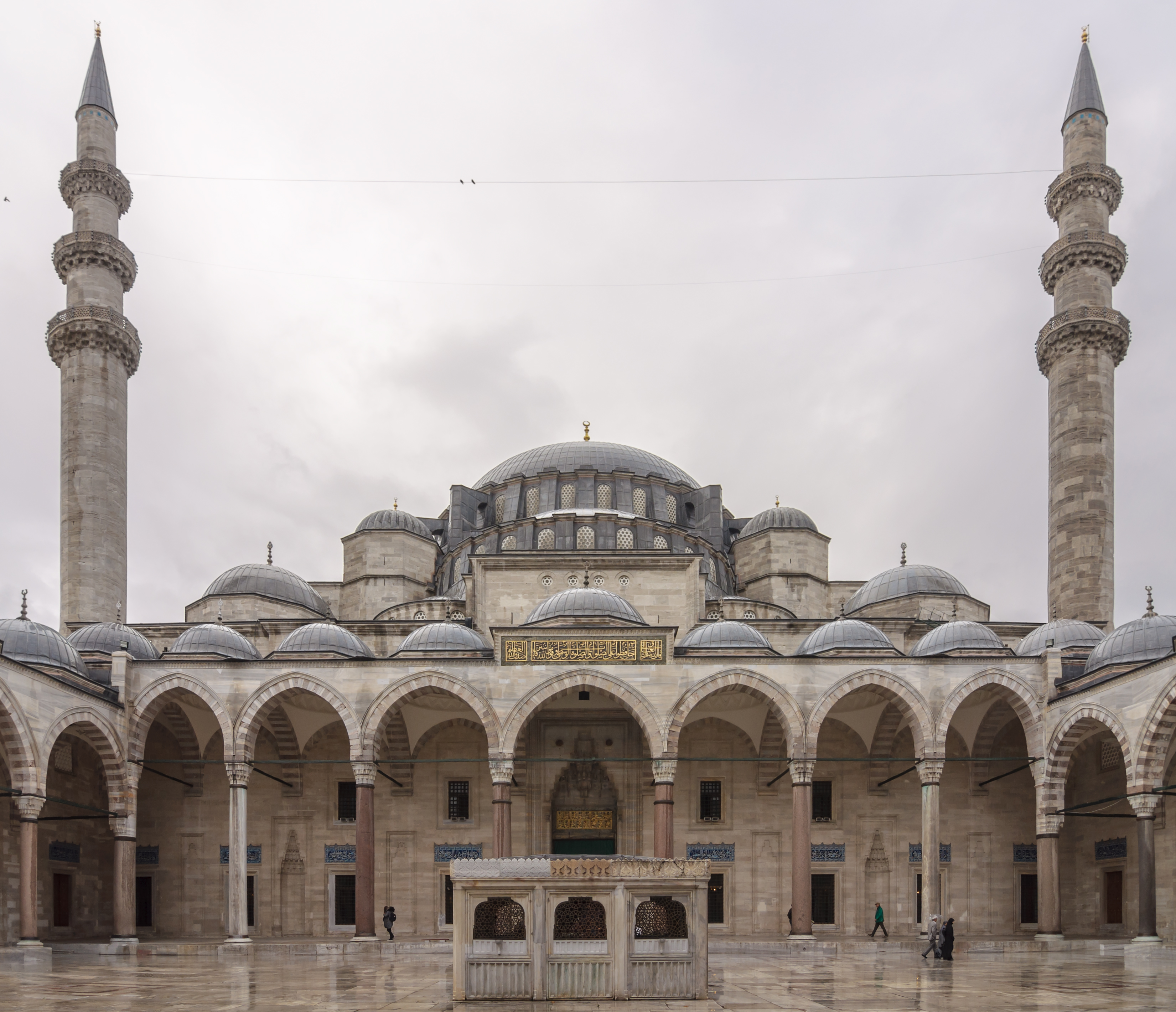
Mặt tiền phía Bắc với tiền sảnh và đài phun nước trung tâm

Giống như các nhà thờ Hồi giáo khác ở Istanbul, lối vào nhà thờ Hồi giáo dẫn vào một sân trước với một đài phun nước ở trung tâm. Sân của nhà thờ rất hoành tráng với hàng cột bao quanh được làm bằng đá cẩm thạch, granit và Pocfia. Mặt tiền phía tây bắc của nhà thờ Hồi giáo được trang trí các lỗ cửa sổ hình chữ nhật bằng gốm sứ Iznik. Đây là tòa nhà đầu tiên sử dụng gốm Iznik có màu đỏ cà chua rực rỡ được tráng men.
Ở bốn góc của sân là bốn ngọn tháp giáo đường. Ở hai tháp cao hơn là nơi có ba tầng ban công và cao lên đến 63,8 m (209 ft) không bao gồm chóp tháp, 76 m (249 ft) nếu tính cả chóp tháp. Hai tháp nhỏ hơn có chiều cao 56 m (184 ft). Bốn tháp giáo đường tương ứng với việc Suleiman là sultan thứ tư của đế quốc Ottoman, với tổng cộng 10 tầng ban công, theo truyền thống chỉ ra rằng Suleiman I là vị sultan thứ 10 của triều đại Ottoman. Mái vòm chính cao 53 mét (174 foot) và có đường kính 26,5 mét (86,9 foot), chính xác bằng nửa chiều cao. Vào thời điểm nó được xây dựng, đó là mái vòm cao nhất trong đế quốc Ottoman khi được đo từ mực nước biển, nhưng vẫn thấp hơn từ sàn của nó và đường kính cũng nhỏ hơn so với Hagia Sophia. Có một số lý do đằng sau bốn ngọn tháp của nhà thờ Hồi giáo Suleymaniye. Vào thời điểm đó, nếu người dân thường xây dựng một nhà thờ Hồi giáo, họ chỉ có thể xây một tháp giáo đường. Nếu một hoàng tử hoặc công chúa xây dựng một nhà thờ Hồi giáo có thể được làm hai ngọn tháp. Chỉ có quốc vương mới có thể xây dựng một nhà thờ bốn ngọn tháp. Gần nhà thờ Hồi giáo có một không gian rộng mở. Trong mùa hè, các gia đình đến đây và dành thời gian để thư giãn và giải trí. Ở phía tây của nhà thờ Hồi giáo là đền thờ của vua Suleiman và vợ Hurram Sultan. 

### Nội thất
Bên trong nhà thờ gần như là một cấu trúc hình vuông, dài 59 mét (194 foot) và rộng 58 mét (190 foot) tạo thành một không gian trống duy nhất. Quanh vòm chính là các bán vòm, ở phía bắc và nam là ô trên cửa sổ được hỗ trợ bởi các phiến đá Pocfia khổng lồ. Sinan quyết định thực hiện một sự đổi mới kiến trúc triệt để để dấu các trụ lớn hướng bắc-nam cần thiết để hỗ trợ các cột trụ trung tâm. Ông đã kết hợp các trụ vào tường của nhà thờ, một nửa bên trong và một nửa lồi ra ngoài và sau đó che các phần lồi ra bằng các phòng trưng bày. Có một phòng ở bên trong cấu trúc và một phòng hai tầng bên ngoài.
Trang trí nội thất được hạn chế với các cửa sổ kính màu giới hạn trong bức tường Qibla. Các lát ngói Iznik chỉ được sử dụng xung quanh các hốc tường bán nguyệt Mihrab. Các viên ngói hình chữ nhật lặp đi lặp lại có hoa văn trang trí trên nền trắng, chủ yếu có màu xanh ngọc lam, đỏ và đen nhưng xanh lá không được sử dụng. Ở hai bên của mihrab là những ngói Iznik với vòng tròn thư pháp được lấy từ chương Surah Al-Fatiha của kinh Quran.(1:1–7). Mihrab và bục giảng kinh Minbar bằng đá cẩm thạch trắng cũng có thiết kế đơn giản và đồ gỗ sử dụng một cách hạn chế, với các chi tiết đơn giản bằng ngà voi và xà cừ. Nội thất của nhà thờ Hồi giáo được trang trí rất ấn tượng và khung cảnh bên trong của nhà thờ Hồi giáo rất quyến rũ. Các mái vòm bên trong được thiết kế đẹp đến mức chúng thu hút cả khách du lịch và tín đồ. Nhà thờ Hồi giáo là một không gian duy nhất được trang trí nhiều mái vòm. Nó cũng là một trong số các công trình lấy cảm hứng từ Hagia Sophia.